# روبي كولمان
روبي كولمان (بالإنجليزية: Robbie Coleman)‏ هو لاعب اتحاد الرغبي أسترالي، ولد في 3 أغسطس 1990 في كوينبيان في أستراليا.

## وصلات خارجية
- روبي كولمان على موقع ItsRugby.co.uk (الإنجليزية)
- روبي كولمان على موقع اتحاد ألعاب الكومنولث (مؤرشف) (الإنجليزية)